# Berliner Griechische Urkunden
Berliner Griechische Urkunden (Берли́нские гре́ческие гра́моты) —  постоянно действующая  издательская программа греческих документов, начатая в 1895 году; в первую очередь это издание  греческих папирусов Государственных музеев Берлина, в основном папирусов коллекции Египетского музея и собрания папирусов. Berliner Griechische Urkunden в научной литературе принято называть сокращенно BGU.  Проект первоначально имел название:  «Ägyptische Urkunden aus den Königlichen Museen zu Berlin» («Египетские документы Королевского музея в Берлине»), но затем он сменил название на «Staatlichen Museen» («Национальные музеи»), это произошло, когда музейный статус изменился. Сам термин «папирология»  был введен в связи с созданием проекта BGU.